# Associação dos Empregados de Liechtenstein
A Associação dos Empregados de Liechtenstein (em alemão: Liechtensteiner ArbeitnehmerInnenverband, LANV) é o único sindicato de Liechtenstein. A LANV foi fundada em 1920 como Associação dos Trabalhadores de Liechtenstein (em alemão: Liechtensteinischer Arbeiterverband), mantendo esse nome até 1970. É afiliada da Confederação Sindical Internacional.